# Messier 48
Messier 48 ('M48) även känd som NGC 2548, är en öppen stjärnhop i stjärnbilden Vattenormen. Den ligger nära Vatteormens västligaste gräns med Monoceros, ca 18° 34′ i öster och något söder om Vattenormens ljusaste stjärna, Alphard. Stjärnhopen upptäcktes 1771 av Charles Messier, men det finns ingen stjärnhop exakt där Messier angav; han gjorde ett liknande misstag, som han gjorde med M47. Värdet som han gav för rektascension stämmer, men hans deklination är fel med fem grader. Upptäckten tillskrivs ibland i stället Caroline Herschel med år 1783. Hennes brorson John Herschel beskrev den som, "en superb stjärnhop som fyller hela fältet med stjärnor av 9:e och 10:e till 13:e magnituden – och ingen under, men hela himlen som den täcker är oändligt prickad med punkter".

## Egenskaper
Messier 48 är synlig för blotta ögat under goda atmosfäriska förhållanden. Den ljusaste medlemmen är stjärnan HIP 40348 med en magnitud på 8,3. Hopen ligger ca 2 500 ljusår från solen. Dess uppskattade ålder är ca 450 miljoner år vilket betyder att den ligger i ålder mellan Plejaderna, med omkring 100 och Hyaderna, på omkring 650 miljoner år. Metalliciteten hos hopen, baserad på överskott av järn som [Fe/H], är −0,063 ± 0,007 dex, där −1 skulle vara tio gånger lägre än i solen. Den är mer metallfattigt än Plejaderna, Hyaderna och Praesepehopen (M44).
Stjärnhopen har en tidvattenradie på 63,3 ± 7,8 ljusår med minst 438 medlemmar och en massa på 2 366 solmassor. Hopens allmänna struktur är fragmenterad och knölig, vilket kan bero på interaktioner med den galaktiska skivan. Hopen är nu indelat i tre grupper, som var och en har sin egen gemensamma egenrörelse.